# Nick Dempsey
Nicholas Charles "Nick" Dempsey (Norwich, 13 de agosto de 1980) é um velejador britânico, medalhista olímpico.

## Carreira
Nick Dempsey representou seu país nos Jogos Olímpicos de Verão de 2000 a 2012, na qual conquistou medalha de prata na classe RS:X em 2012, e mistral bronze em 2004. 

### Rio 2016
Nick Dempsey mais uma vez entrou com um os favoritos na classe RS:X começou bem e travou várias lutas com o velejador holandês Dorian van Rijsselberghe, que mais uma vez levou medalha de ouro, deixando Dempsey novamente com a medalha de prata.